# Historia de los judíos en Alemania

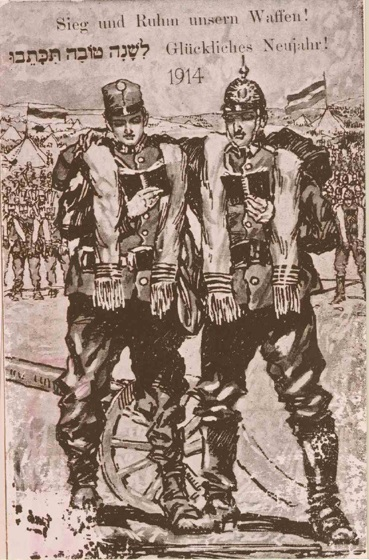
Soldados judíos alemanes en Rosh Hashaná, 1914.

La historia de los judíos en Alemania es emblemática de la historia de los judíos en la Europa occidental, pues ha abarcado desde el antijudaísmo, la integración relacionada con el universalismo de la Ilustración hasta el antisemitismo moderno.
Llegada a la región de Renania durante el Imperio romano, la comunidad judía prosperó hasta fines del siglo XI. A partir de la Primera Cruzada, debió atravesar un largo período tormentoso, marcado por masacres, acusaciones de crímenes rituales, extorsiones diversas y expulsiones. Su condición jurídica se degradó y se prohibió a los judíos ejercer la mayor parte de oficios. En el siglo XVIII, filósofos de la Ilustración, como Moses Mendelssohn, se indignaron por esta condición miserable e iniciaron una campaña de denuncia. Sin embargo, el camino que llevó a la emancipación fue largo y duró cerca de un siglo, tras lo cual la comunidad judía fue integrada a la sociedad. Su asimilación permitió un éxito económico e intelectual que despertó recelo en ciertos sectores, dando lugar también al antisemitismo. La llegada al poder de Adolf Hitler en 1933 puso a los judíos al margen de la sociedad alemana. A las persecuciones, siguieron la deportación y, luego, el exterminio durante la Segunda Guerra Mundial. Después de la guerra, la comunidad judía se reconstituyó lentamente gracias al apoyo del Gobierno federal alemán.
Hacia el año 2014, la comunidad judía de Alemania rondaba las 118 000 personas, haciendo de ésta la tercera comunidad judía más grande de Europa detrás de las de Francia y el Reino Unido.

## Los orígenes de la comunidad judía en Alemania

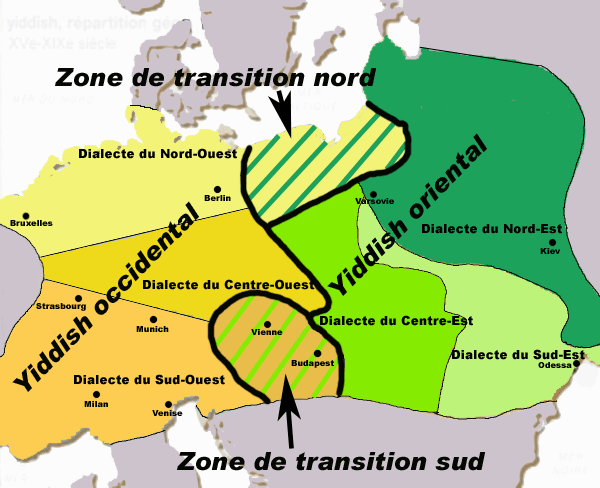
Mapa de los dialectos yídish entre los siglos XV y XIX.

Los judíos llegaron en tiempos del Imperio romano a las provincias de la Germania Inferior y Germania Superior, que identificaron con el nombre de la tierra de Askenaz, de ahí su denominación de askenazíes. Estos judíos eran originarios de la Galia o de Italia, entre los que se encontraban algunos comerciantes venidos de Palestina. También había conversos venidos de todo el Imperio, con poblaciones importantes de Asia Menor, Grecia, Egipto, África del Norte y la propia Germania que abrazaron la fe de Moisés.
La primera evidencia oficial de su presencia data de 321, en Colonia. Se trata de un texto que indica que el estatus legal de los judíos es el mismo en todo el Imperio: poseen la plenitud de derechos civiles con la única restricción de estar impedidos de poseer un esclavo cristiano o acceder a una función pública. Trabajaban en la agricultura, la artesanía, los negocios y como prestamistas. Heinrich Graetz estima que los judíos estuvieron presentes en Alemania antes que los cristianos, y Jits Straten, en su libro Los judíos asquenazíes y los israelitas bíblicos (Ashkenazic Jews and the Biblical Israelites), afirma que en todo caso los judíos habitaban la cuenca del Rin antes de la llegada de las tribus germánicas (ambos sugieren que las invasiones bárbaras no cambiaron sus condiciones de vida). Según Straten, la evidencia de que en 321 ya hubo en Colonia una comunidad judía desarrollada y arraigada (el decreto de Constantino de este año deja entender que los judíos estaban representados en el consejo de la ciudad, o curia) sugiere la presencia de judíos en siglos anteriores.
A inicios de la Edad Media, las comunidades judías se encontraban sobre todo en la cuenca del Rin, principalmente en Worms, Espira y Maguncia; pero también en Ratisbona, Fráncfort y Passau. En esta época, vivían principalmente del comercio y gozaban de una gran autonomía. Los mercaderes judíos comerciaban con el Oriente y con los países eslavos vecinos. Las comunidades judías se desarrollaron hasta fines del siglo XI gracias a la tolerancia de los soberanos merovingios y carolingios. En los siglos XIII y XIV, muchos judíos franceses se refugiaron en Alemania. Los judíos alemanes hablaban un dialecto germánico cercano al alsaciano: el yídish, que se convertirá en la lengua de todos los judíos de la Europa Central.

## De los carolingios a la primera cruzada

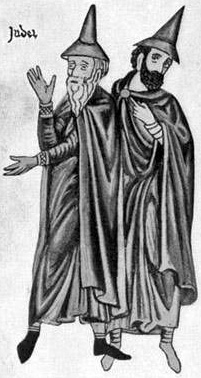
Judíos alemanes del.

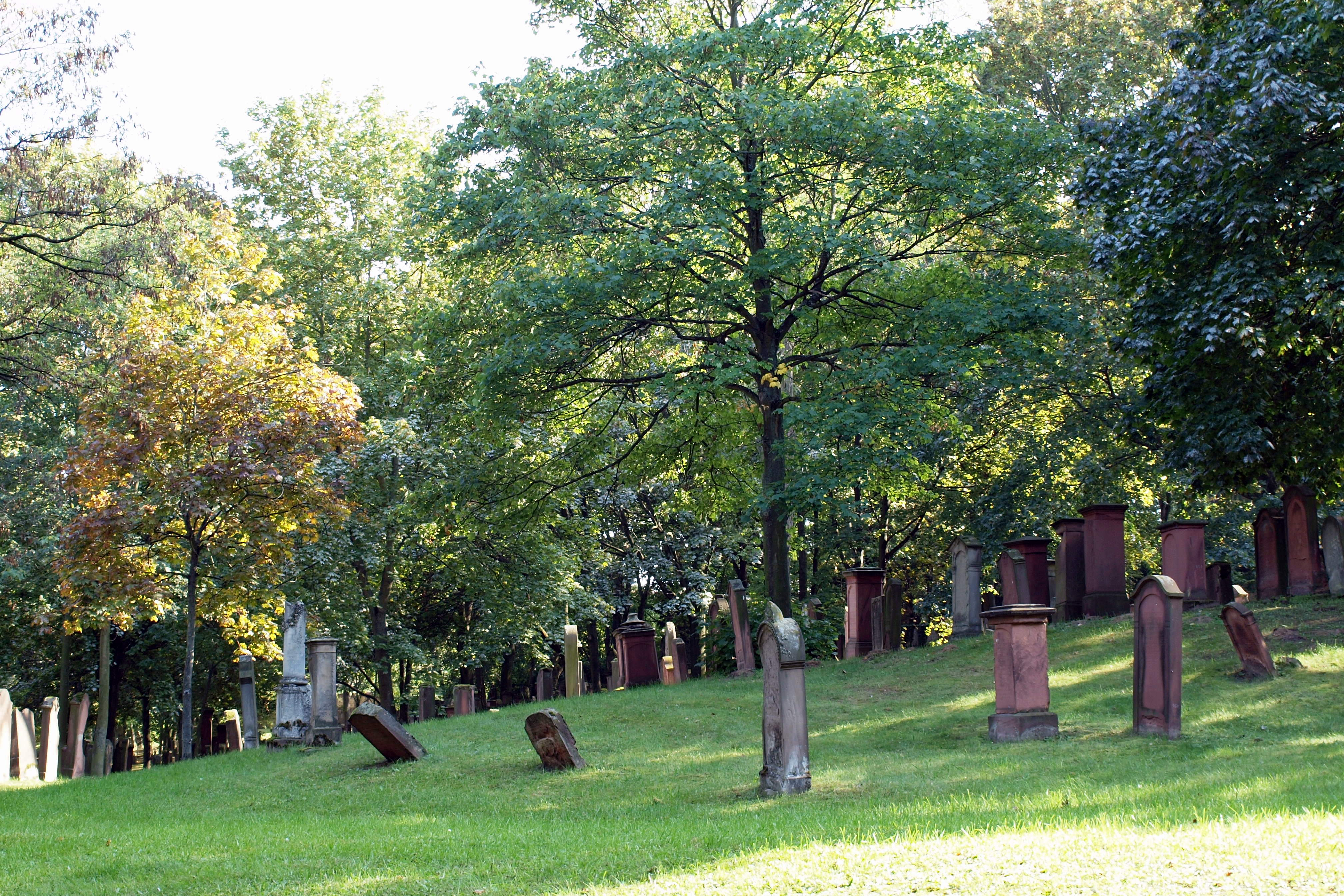
Judensand, el cementerio judío de Maguncia.

En el Imperio carolingio, los judíos debían pagar el diezmo sobre las mercancías, como lo hacían todos los demás. Los comerciantes judíos o radhanitas aseguraron las relaciones indispensables entre el cristianismo occidental y el Islam. Isaac el Judío se convirtió incluso en embajador de Carlomagno ante el califa Harún al-Rashid en 797. Así, los carolingios protegieron a las comunidades judías. A diferencia del resto de hombres libres del Imperio, los judíos estuvieron exentos del servicio militar. Como la Iglesia católica prohibió el préstamo a interés, los judíos acabaron monopolizando esta actividad. Bajo los carolingios y hasta fines del siglo XI, los mercaderes judíos exportaron a Italia y España esclavos, pieles y armas, e importaron especias, bálsamos, dátiles y metales preciosos. Contribuyeron a que los valles del Rin y del Danubio alto conformaran ejes de circulación de mercancías importantes. Los contactos entre las comunidades del Imperio franco y las de España o África del Norte fueron numerosos, ya sea en el plano comercial o en el religioso.
Bajo el reinado de Ludovico Pío, se concedieron tres cartas a pedido de la comunidad judía, las cuales garantizaban a los judíos la protección de su vida y sus bienes, la libertad de comercio y la libertad religiosa (liceat eis secundum illorum legem vivere: «les fue acordado vivir según su ley»). Los judíos estaban, pues, bajo la protección directa del emperador y eran, por tanto, sus súbditos. Si un judío era asesinado, el asesino debía pagar la enorme multa de diez libras de oro, es decir, dos veces lo que debía pagar si mataba a un caballero cristiano. El importe de tal multa iba directamente al tesoro imperial. Fue designado un oficial, el Judenmeister, para defender sus privilegios. A mediados del siglo XI, Enrique III amenazó con la pérdida de los ojos y de la mano derecha a quien matara a un judío. Los carolingios incluso favorecían su establecimiento. Ciertos señores laicos y eclesiásticos hicieron lo mismo.
En 1084, Rüdiger Hutzmann, obispo de Espira, invitó a los judíos a instalarse en su ciudad «para aumentar mil veces el honor de nuestra ciudad». Con esta finalidad, les concedió una serie de derechos conocidos bajo el nombre de privilegio de Rüdiger. Se les cedió un barrio separado para que pudieran montar guardia sobre sus muros, «para que no sean importunados por la muchedumbre». El barrio judío, situado cerca del Rin, estaba rodeado por una muralla y comprendía un cementerio y una sinagoga. Los judíos también contaban con su propia policía, el derecho a contratar servidores cristianos y a vender carne cashrut a los no judíos. Asimismo, podían hacer venir a judíos extranjeros. Su burgomaestre tenía el mismo rango que aquel de Espira. Estos privilegios fueron confirmados por el emperador del Sacro Imperio Romano Germánico en 1090, quien los extendió a Worms. La carta de Worms fue renovada en 1157 por Federico I Barbarroja que concedió igualmente una carta a la ciudad de Ratisbona en 1182.
En el siglo XI, la institución rabínica apareció en las comunidades renanas. Se basaba en la preeminencia del rabino, jefe espiritual de la comunidad o de una región entera. Ciertos centros renanos, como Espira, Worms, que poseían una sinagoga de estilo bizantino construida en 1034, o Maguncia dieron al judaísmo occidental una reputación de saber y piedad a semejanza de los centros franceses. Gracias a ellos, el Talmud se convirtió en una obra principalmente occidental. Surge la pregunta de por qué los judíos se beneficiaron de una tolerancia religiosa rara para la época. La respuesta se encontraría en que los judíos eran considerados testigos de la pasión de Cristo, conservadores de la Antigua Ley y como el pueblo llamado a la conversión en la cercanía del fin de los tiempos. En el siglo X, la Semana Santa, que comenzaba a ser objeto de celebraciones religiosas, se convirtió en un periodo de acoso o, incluso, de persecución para los judíos.
Gershom ben Judah, apodado Meor HaGolah (Luminaria del exilio), nacido en Metz en 960 y muerto en Maguncia en 1028, reunió en torno a él a varios discípulos. Profundizó el estudio del Talmud y de la Torá, inspirándose en los métodos de las academias talmúdicas de Babilonia. Introdujo la prohibición de la poligamia, la prohibición de que los hombres se divorcien sin el consentimiento de sus mujeres y la prohibición de las burlas hacia los judíos convertidos a la fuerza que volvían a su fe. Su fama se extendió a todo el mundo judío medieval.

## De las cruzadas a la Reforma

Mapa de las expulsiones de judíos en Europa entre 1100 y 1600. En verde, la expulsión de judíos de los territorios alemanes.

### La época de las masacres
Durante las primeras cruzadas, tras los rumores de que los sarracenos habrían tomado los lugares santos con la asistencia de los judíos, se produjeron numerosas masacres de poblaciones judías de Alemania, principalmente en el valle del Rin. Presentes desde hacía siglos, los judíos se convirtieron de repente en extranjeros y en asesinos de Cristo que debían ser castigados antes de liberar los lugares santos. Fueron masacradas comunidades a todo lo largo del camino de las cruzadas en Renania, Espira, Maguncia, Worms, Ratisbona, tanto más expuestas a la violencia cuanto consideraron improbables las advertencias provenientes de las comunidades judías en Francia. En Maguncia, fueron asesinados 1100 judíos en un solo día, mientras que la sinagoga y los otros edificios de la comunidad fueron destruidos. Si la comunidad de Ratisbona ofreció el espectáculo insólito de un baño colectivo en el Rin para escapar de la muerte, la reacción más común fue, por el contrario, elegir santificar el Nombre Divino y no renunciar a su fe. Estos espectáculos de suicidios colectivos, de madres matando a sus hijos y los maridos a sus esposas, marcaron profundamente el imaginario cristiano, llevando a la acusación de asesinato ritual contra los judíos. Unos 12 000 judíos habrían perecido en 1096. Algunas veces, los obispos protegían a la comunidad judía de sus ciudades. El papa condenó la violencia, a menudo, obra de la escoria de la sociedad, pero los autores de las masacres nunca fueron hostigados, a excepción de un agitador asesinado por el obispo de la ciudad en persona. En 1097, los judíos convertidos a la fuerza fueron autorizados por el emperador Enrique IV a retomar su fe y algunos de sus bienes les fueron restituidos, luego de pagar un fuerte rescate.
Las masacres se reanudaron en 1146 con ocasión de la Segunda Cruzada, bajo la instigación de un monje cisterciense. Gracias a la intervención enérgica de Bernardo de Claraval, las persecuciones cesaron y no alcanzaron la amplitud de las de la Primera cruzada. El reconocimiento de la comunidad judía hacia Bernardo de Claraval fue inmenso. Luego, siguieron las acusaciones de muerte ritual. En Alemania, al igual que en toda la Europa occidental, los judíos fueron acusados de asesinar niños con ocasión del Pésaj con la finalidad de recoger su sangre. En Pforzheim, Wissembourg y Oberwesel, se reprodujeron las mismas acusaciones. En 1270, los Judenbreter devastaron las comunidades de Alsacia. En 1285, la comunidad judía de Múnich fue acusada de crimen ritual: 180 judíos, entre hombres, mujeres y niños, fueron encerrados en la sinagoga y quemados vivos en su interior. Se contaron 941 víctimas de la masacre de Wurzburgo en 1298. Ese mismo año, el caballero Rintfleisch devastó Franconia. Solo en la ciudad de Rothenburg se contaron 470 víctimas. De 1336 a 1339, bandas de campesinos pobres, denominadas Judenschläger (asesinos de judíos), aterrorizaron la región desde Alsacia hasta Suabia.
La peste negra, que causó estragos en Europa desde 1349, fue la ocasión de nuevas acusaciones, como la de haber envenenado los pozos de agua para propagar la enfermedad, y de nuevas masacres. El alcalde de Estrasburgo se negó a creer en los rumores y declaró la intención de proteger a los judíos de la ciudad. Enseguida, fue destituido del cargo y, el 16 de febrero de 1349, más de 900 judíos perecieron en la hoguera. Los bienes de los judíos fueron saqueados y repartidos entre la burguesía, el obispo y la municipalidad. Esta última garantizó la impunidad de los ciudadanos que hubiesen participado en las masacres. Los judíos de Worms fueron las siguientes víctimas y no menos de 400 de ellos fueron quemados vivos el 1 de marzo de 1349. El 24 de julio, los judíos de Fráncfort prefirieron inmolarse en holocausto, destruyendo por el fuego una parte de la ciudad. El número mayor de víctimas fue registrado en Maguncia, donde más de 600 judíos perecieron el 22 de agosto de 1349. En esta ciudad, los judíos se defendieron, por primera vez, y mataron a más de 200 amotinados; pero, ante la superioridad numérica de los agresores y la lucha desigual, se encerraron en sus casasː frente a la elección de morir de inanición o ser bautizados, prendieron fuego a sus casas y perecieron en las llamas. Dos días más tarde, fue el turno de los judíos de Colonia y, el mismo mes, los 3000 habitantes judíos de Erfurt fueron víctimas del odio y de la superstición popular.
En diciembre de 1349 tuvo lugar el ataque a los judíos de Núremberg y Hanóver. Con el retorno de la calma, los dirigentes de los principados y las ciudades germánicas debieron determinar el castigo a infligir a los asesinos de judíos; sin embargo, el Emperador impuso una enorme multa de veinte mil marcos de plata a los habitantes de Fráncfort por la pérdida sufrida a causa de la masacre de los judíos. Otras multas fueron impuestas por los oficiales del tesoro imperial. La sanción principal provino de una ley imperial que dio en herencia al emperador la totalidad de las acreencias debidas a los judíos, de modo que los deudores, a menudo en el origen de los desórdenes, ganaron muy poco de estos asesinatos. 
En 1510, 40 judíos fueron quemados vivos en el Margraviato de Brandeburgo. Para conservar la memoria de los mártires de las diversas ciudades y regiones, ciertas comunidades redactaron los Memorbücher que permitieron recordar el nombre de los mártires el día de Yom Kipur y el día del aniversario de las masacres de la Primera Cruzada. El trauma ocasionado por las masacres de los siglos XI y XII fue una de las razones que provocó que los judíos tomaran conciencia de ser una nación en exilio que anhelaba su país de origen. Petahia de Ratisbona escribió incluso un Itinerario en hebreo que permitió a la diáspora judía conocer la Tierra Santa.
En el plano religioso, el cambio de actitud frente a los judíos se puede explicar por la espera escatológica. Había que apresurar el retorno de Cristo convirtiendo la mayor cantidad posible de judíos al cristianismo. El papado, que consideraba a los judíos como los «siervos de la Iglesia», no se opuso a la modificación de la condición de los judíos en el Imperio.

### Las comunidades

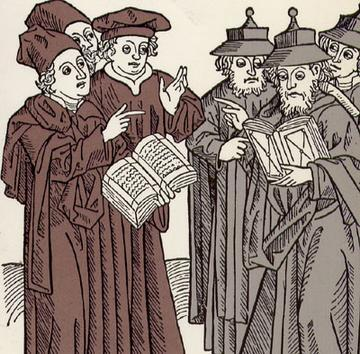
Una disputa judeocristiana. Los protagonistas judíos son reconocibles por sus kipás. Grabado en madera de Johannes von Armssheim, 1483.

#### Actividades intelectuales y artísticas
A pesar de las persecuciones, los eruditos judíos continuaron comentando la Biblia y el Talmud. Un nuevo movimiento, los Chassidei Ashkenaz («hombres piadosos de Alemania»), expertos tanto en Tosafot como en la Cábala, proporcionaron una educación que influyó a los judíos más allá de los Pirineos. Los rabinos escribieron himnos y lamentos litúrgicos que figuraban en parte en los libros de oración askenazíes. En el siglo XII, Rabbi Samuel ben Kalonymos propuso una doctrina oculta caracterizada por exigencias morales rigurosas y la importancia que daba a la preparación del sacrificio por la fe. En el siglo XIII, su hijo Rabbi Juda se distinguió por sus composiciones litúrgicas y el Sefer ha-Hassidim, el Libro de los devotos. Incluso en el período de la gran peste no puso fin a sus actividades intelectuales. Fue a mediados del siglo XIV, cuando el puesto de rabino quedó reservado para quienes habían realizado estudios y podían proporcionar una autorización escrita de su escuela. Jacob Möllin e Isaac Tyrnau fijaron definitivamente el ritual de las sinagogas alemanas. Fue en Alemania donde aparecieron los Majzorim, un conjunto de libros litúrgicos que contenían las oraciones y piezas litúrgicas de las festividades fijas y móviles anuales. Entre fines del siglo XIII e inicios del siglo XIV, fueron decorados con miniaturas que representaban a seres humanos con cabeza de pájaros u otros animales, para evitar representaciones naturales del hombre. El Majzor de Worms era particularmente famoso. Los Majzorim contenían también los Kinot (elegías) que relataban las persecuciones sufridas.
Los talleres judíos producían también bellos manuscritos ilustrados. Las miniaturas de las ciudades alemanas se caracterizaron por contener temas muy variados y una iconografía de una gran originalidad: muchos seres híbridos, monstruos, figuras legendarias, elaborados con trazos duros, destacados con colores claros. A comienzos del siglo XIV, se propagaron dos técnicas de ornamentación no figurativa: la micrografía, una escritura minúscula cuyas líneas formaban los contornos de los motivos, y la filigrana, un ornamento trazado a pluma con tinta de color. El arte de la miniatura se detuvo bruscamente en 1348, cuando surgió la peste negra y las persecuciones derivadas de ella. En el siglo XV, se produjeron todavía Haggadot de formato pequeño, cuyos márgenes estaban animados por escenas bíblicas enriquecidas con elementos legendarios.

#### La organización de las comunidades

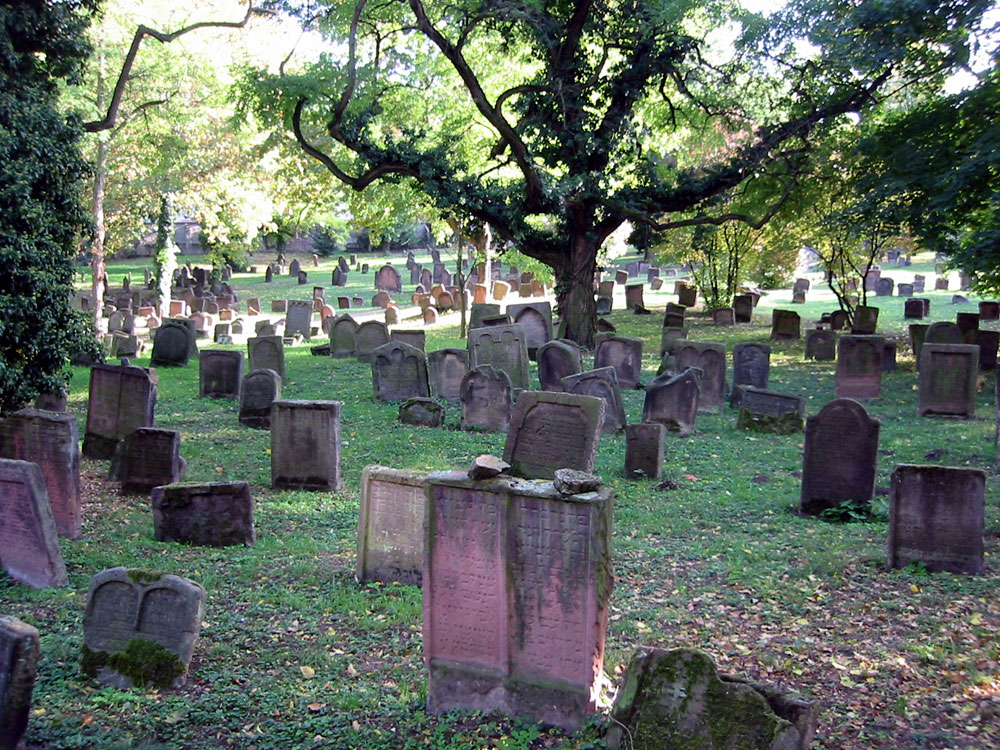
Heiliger Sand, el cementerio judío de Worms.

La comunidad o kahal respondía a tres necesidades:
- Las necesidades religiosas, para las cuales la comunidad establecía una sinagoga, un cementerio judío, baños rituales y un tribunal que zanjaba problemas tanto de estatus personal como procedimientos civiles y penales. El presidente del tribunal era generalmente el rabino, quien recibía un salario, al igual que el chantre y el sacristán.
- La asistencia a los necesitados a través de fondos de caridad y comedores populares. En comunidades grandes, los judíos disponían de un hospicio y un hospital. Todas estas instituciones eran financiadas por el impuesto comunitario y por las donaciones testamentarias.
- La defensa y la seguridad de la ciudad y de los bienes. Los jefes de la comunidad negociaban con la autoridad de la cual dependían (emperador, príncipe u obispo) una suma que deducían del conjunto de la comunidad. En muchas ciudades, los judíos debían encargarse de defender la ciudad de sus enemigos.[30]

Las asociaciones benéficas, conocidas bajo el nombre de havarot, desempeñaron un papel importante en la vida de la comunidad. Estaban consagradas a la educación judía, a la instrucción de los niños pobres y a los necesitados. La más activa fue la Hevra kaddisha que se ocupaba de los entierros. La dispersión de las comunidades en el Sacro Imperio volvió difícil la organización de una autoridad central.
La sinagoga fue, por lo general, construida en el centro del barrio judío. La iglesia y el gobierno local imponían, en general, restricciones que limitaban su tamaño. En el mundo askenazí, obedecían los patrones románicos o góticos. Pero, al igual que las salas de oración, solían ser pequeñas y estrechas, como la de Worms, con su planta de dos naves con dos pilares centrales; y en Ratisbona, es difícil confundirlas con las majestuosas iglesias cristianas. La sinagoga de estilo gótico constaba de una larga sala dividida por tres pilares que soportaban la bóveda. El atril ocupaba el lugar central. Fue destruida después de la expulsión de los judíos de la ciudad.

### El deterioro de la condición de los judíos

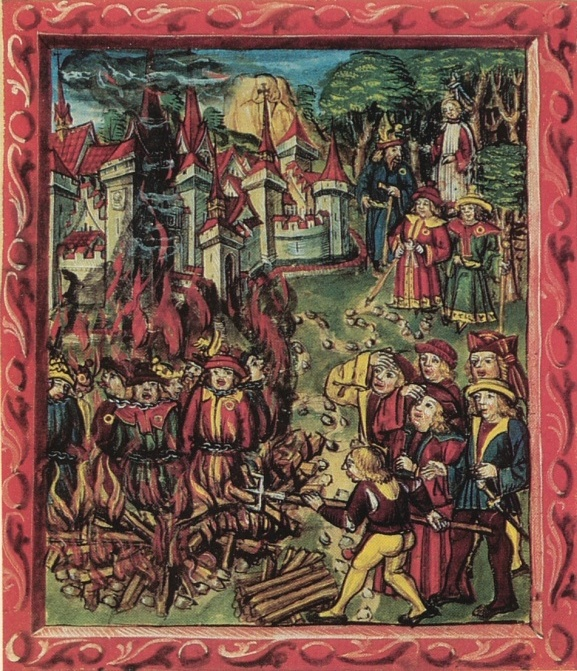
Judíos portando la insignia amarilla, condenados a la hoguera. Manuscrito medieval.

En 1095, la prohibición de que los judíos portaran un arma, atributo tradicional del hombre libre, fue el anuncio del fin de la cohabitación pacífica entre judíos y cristianos. A partir del siglo XII, la condición de los judíos alemanes se degradó también en el plano jurídico. Fueron considerados como los descendientes de los prisioneros que Tito había concedido al tesoro imperial; se convirtieron en siervos de la Casa imperial. El emperador exigió de ellos un derecho de protección especial, luego una capitación de un denario de oro por cabeza, en recuerdo del antiguo fiscus judaicus. En 1215, el Cuarto Concilio de Letrán les ordenó llevar consigo una marca de su diferencia: un sombrero particular en forma de cono. Se multiplicaron las acusaciones de crimen ritual y de profanación de hostias. En julio de 1236, el emperador Federico II Hohenstaufen, que había acogido en su corte de Palermo a judíos y musulmanes, convocó una asamblea de judíos conversos al cristianismo acerca de los supuestos crímenes rituales. Aquellos afirmaron que no existía algo semejante en el judaísmo y, entonces, Federico II rechazó públicamente las acusaciones de crimen ritual. Pero tal comportamiento fue excepcional: la situación legal de los judíos alemanes siguió deteriorándose. En 1267, el sínodo de Breslavia requirió que todos los judíos vivieran en barrios reservados para separarlos de los cristianos. El aislamiento de los judíos se acentuó. A partir de 1349, después de la peste negra, las puertas de los guetos se cerraban cada noche. En 1463, el emperador afirmó que podía disponer de los judíos, en cuerpo y bienes, con toda libertad.
Las condiciones económicas de los judíos también se modificaron: abandonaron la agricultura, tanto para reagruparse como para formar comunidades organizadas, en particular, para el culto y las escuelas. Los judíos que tenían plazas privilegiadas en el comercio mediterráneo perdieron su posición cuando se desarrolló el gran comercio italiano o alemán. Su condición de no cristianos terminó por apartarlos asimismo del comercio interno. Por otra parte, perdieron su función de financieros de los emperadores y señores feudales y debieron abandonar el artesanado que les había brindado reputación en las ciudades alemanas. No les quedó más que dedicarse al préstamo a riesgo o contra empeño a las poblaciones pobres, actividad muy impopular que les dio la fama de usureros y explotadores. Los judíos vivían cada vez más replegados en sí mismos. Temían abandonar los guetos por la posibilidad de ser maltratados. Su aislamiento favoreció el surgimiento del yidis. La evolución lingüística de los judíos alemanes fue, desde entonces, diferente a la del resto del país. El yidis integró palabras del hebreo y se convirtió poco a poco en ininteligible para los no judíos.
Con cada advenimiento imperial, los judíos eran sistemáticamente despojados de sus bienes. Bajo el reinado de Rodolfo I de Habsburgo, los judíos comenzaron a abandonar el Sacro Imperio Romano Germánico. Por temor a perder una importante fuente de ingresos, las autoridades detuvieron al gran rabino Meir de Rothenburg. Desde 1355, los príncipes se apoderaron de una parte de las prerrogativas imperiales y podían tener pleno control de los judíos. Este permiso se extendió a varias ciudades libres. Muchos judíos emigraron de Alemania a Polonia. Boleslao V el Casto en 1264 y Casimiro III de Polonia en 1344 les otorgaron tierras y condiciones favorables. A pesar del traslado, mantuvieron al yidis como su lengua de uso.